# 黃杰 (將軍)
黃杰（1902年11月2日—1995年1月14日），字達雲，生於湖南省長沙縣，中華民國陸軍一級上將、政治人物、詩人，獲頒青天白日勳章、雲麾勳章等，曾任陸軍總司令、總統府參軍長、警備總部總司令、臺灣省主席、國防部長、行政院政委與總統府戰略顧問，早年歷任國軍第二師中將師長，稅警總團總團長，國民革命軍第八軍軍長，成都中央軍校教育處處長、第六分校主任，第十一集團軍總司令，中央訓練團教育長，第五編訓司令部司令官，第一兵團司令官，臺北衛戍司令部司令。

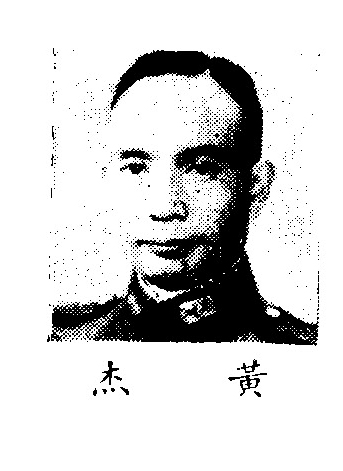

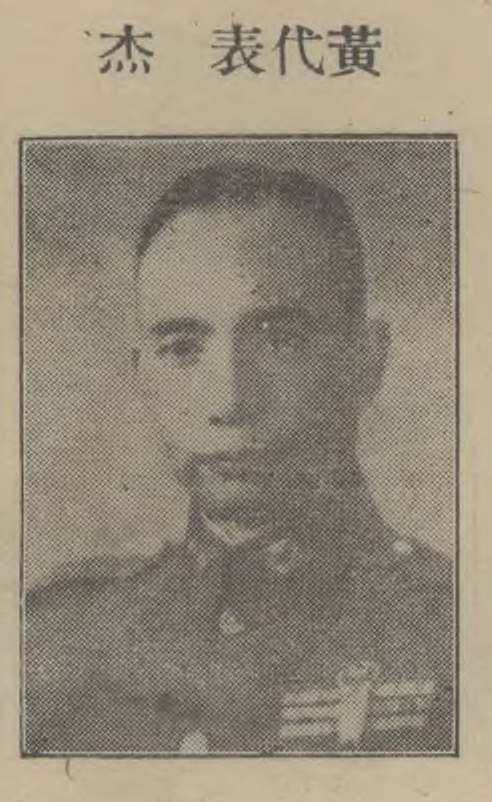

## 早年經歷
湖南省立長沙中學畢業。1924年，考入黃埔軍校第一期步科。1925年1月，任教導第一團偵探隊中尉排長，參加第一、二次東征和回師廣州各戰役，頗著戰績。1926年9月，升任教導第一團第三營少校營長，駐軍潮州。1927年至1928年，參加國民革命軍北伐，軍次龍潭、鳳陽、蚌埠、徐州、滕縣、濟南等戰役。北伐完成後，參與西征。
1930年，參加中原大戰，時任第一師第二旅少將旅長。7月11日深夜，敵軍突破防線，情勢緊急，蔣介石堅持在柳河車站指揮。黃杰奉蔣電話指揮，率所部3個團輕裝急進，收復李壩集，挽回危局，厥功至偉，載於蔣介石日記及國民革命軍戰史。因功於1932年3月，升任第二師中將師長。

## 抗日战争期间

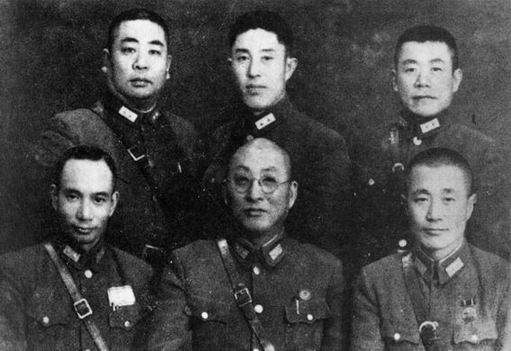
1933年长城抗战的國民革命軍第十七軍部分将领在1942年冬的重慶補拍合影。前排左起黃杰、徐庭瑶、杜聿明；后排左起刘嘉树、郑洞国、邱清泉.

### 長城戰役
1933年3月（民國二十二年），黃杰時任第二師師長，奉命率領第二師集中洛陽，向北通州輸送，隨即兼程向密雲前進。:2193月13日奉命接第二十五師（師長關麟徵）南天門防務，防守黃土梁，南天門，八道樓子等險要陣地，參與長城戰役。此役為日本軍侵華之第一場血戰。日軍進逼華北，率部與日軍戰於長城古北口，屢挫敵鋒，第二師官兵殉國者達4千餘人，此為有名之「長城戰役」，因功於1935年7月獲頒青天白日勳章。

### 淞滬戰役
1936年8月，奉派兼稅警總團中將總團長兼隴海東段警備司令及徐海警備司令。西安事變，又兼潼關警備司令。
1937年，任廬山暑期軍官訓練團隊長。抗戰軍興，黃杰任陸軍第八軍軍長兼稅警總團長；8月16日，參加上海「八一三」滬戰，固守蘇州河、蕰藻浜之線，傷亡慘重。因孫立人是稅警總團第二支隊司令，黃杰算是孫立人老長官。

### 蘭封會戰
1938年3月，調往河南參加蘭封會戰；第八軍参与包围土肥原师团，因主动逃跑导致歸德失守，致使蘭封包圍網全盘崩溃，为了阻滞日军追兵，在花园口決堤黄河。9月，任成都中央軍校教育處長。1940年5月，調任桂林中央軍校第6分校主任。

### 騰沖戰役
1943年1月，調任第十一集團軍(總司令宋希濂)副總司令兼第六軍軍長，戍守滇西。先後參加過強渡怒江和反攻騰沖外圍的戰鬥（騰沖戰役）。
1944年5月，升任第十一集團軍總司令，奉蔣介石命令，「此次渡江出擊之勝負，不僅關係我軍之榮辱，且為我國全局轉捩之所繫，務希各級將領，竭智盡忠，達成任務」，乃率第二、第六、第五十三、第七十一軍開始反攻。9月，兼任前敵總指揮，三次圍攻龍陵，用5天時間就擊潰守敵，奪回龍陵。繼而指揮第十一集團軍克復芒市、遮放、畹町四大據點。1944年至1945年間，與日軍激戰於滇緬邊境，擊潰日軍本多政材所部，收復滇西全境，重開中印公路，奉蔣介石電令嘉獎：「滇緬國境會戰，山河重光，功在黨國。」獲頒三等雲麾勳章及美國自由勳章。

## 第二次國共內戰
1945年4月，任中國陸軍總司令部第一方面軍副司令官兼中印公路東段警備副司令、中國陸軍總司令部第一集訓處處長；同年9月，抗戰勝利，調任中央訓練團教育長。1947年4月，兼任軍官訓練團教育長。1948年，黃杰以國防部次長身份奉調回湖南工作，兼任第五編練司令部司令官:1。7月，任長沙綏靖公署副主任兼陸軍第三訓練處處長，督訓長江以南國軍部隊。
1949年1月，調任國防部次長兼陸軍第五編練司令官，成立3個軍，10個師。同年夏天，黃杰到廣州才一個月，參謀總長顧祝同一級上將要黃杰改任參謀次長，接著又要黃杰去接替湘鄂邊區綏靖司令官宋希濂:1。
此時局勢逆轉，1949年8月，湖南「局部和平」之變，黄杰為號召部隊來歸。8月1日，黄杰乘追雲號專機飛湖南:2。黄杰去长沙專誠迎駕第一兵團司令官、兼代湖南省政府主席陈明仁:2。黄杰希望和陳明仁作一次懇談:3。陳明仁神情十分沮喪:3。陳明仁送黃杰和鄧文儀到省政府樓梯口止步:3。是日，程潛投降中國共產黨:3。8月2日，黄杰由衡陽直飛湘西芷江:4。8月5日，黄杰和鄧文儀從衡陽飛回廣州:7。行政院徹夜開會，商討對變亂局勢之應付辦法:7。會議結果，決定派黄杰為湖南省政府委員兼主席，並兼任湖南綏靖總司令和第一兵團司令官:7。8月7日，乘總統府專機飛衡陽，與白崇禧商量之結果，決定將省府設在芷江，綏靖總司令部及第一兵團司令部設在邵陽:8。8月8日，黄杰飛芷江就職:9。自8月15日晚上開始，國軍在界嶺、青樹坪一帶圍殲林彪第一四五、一四六、一四七等三個師，並生俘解放軍千餘名，虜獲輕重兵器甚多，這就是湖南青樹坪之捷:12。事后，陈明仁部分部下叛逃，白崇禧将其收容为国军第一兵团。
1949年9月7日，黄杰乘機飛重慶:14。下午4時到達重慶，隨即至林園官邸晉謁蔣，黃扼要報告工作情形:14。蔣對長沙事變，第一兵團各部隊或堅守陣地，或突圍來歸以及青樹坪之捷，深表嘉許:14。10月，以友軍失期，不得已轉進廣西；11月，西進雲南。
1949年12月8日，盧漢在昆明叛變投向中國共產黨:37。黃杰就近未即時發現阻止，更是引起蔣之疑慮。
黃杰接到東南軍政長官陳誠一級上將一封電報：

「貴部行動目標，未知白長官有無計劃與指示？弟意貴部如出北海防城，照目前『匪』情，恐於事實上難以達到。不如併力西進，先行入安南，保有根據地，然後相機行事，留越轉台，皆可自衛。未知兄意如何？」:37

黃杰致電陳誠長官：

「擬遵    鈞座電示，併力西進，但事關外交，乞先通知法越政府予以諒解，俾便爾後行動。」:38

12月13日上午8時，黃杰開始入越行動:41。

## 进入越南
1950年3月，黃杰率領三萬軍隊，撤往越南富國島。:68當時法属印度支那懾於解放軍恫嚇，背棄雙方之「寺馬協定」，以執行國際公法為藉口，其與部眾被困於越北集中營，旋又南移富國島，歷3年半。1951年1月，任留越國軍管訓總處司令官，所有入越部隊，悉受指揮。其部隊後稱為富台部隊。1953年6月，與3萬餘軍民返台，並整編為海軍陸戰隊。
1953年7月，蔣召見由越南歸國之黃杰將軍，垂詢留越忠貞軍民生活及撤運經過。:748月，任台北衛戍司令；9月，晉升陸軍二級上將。

## 台灣時期

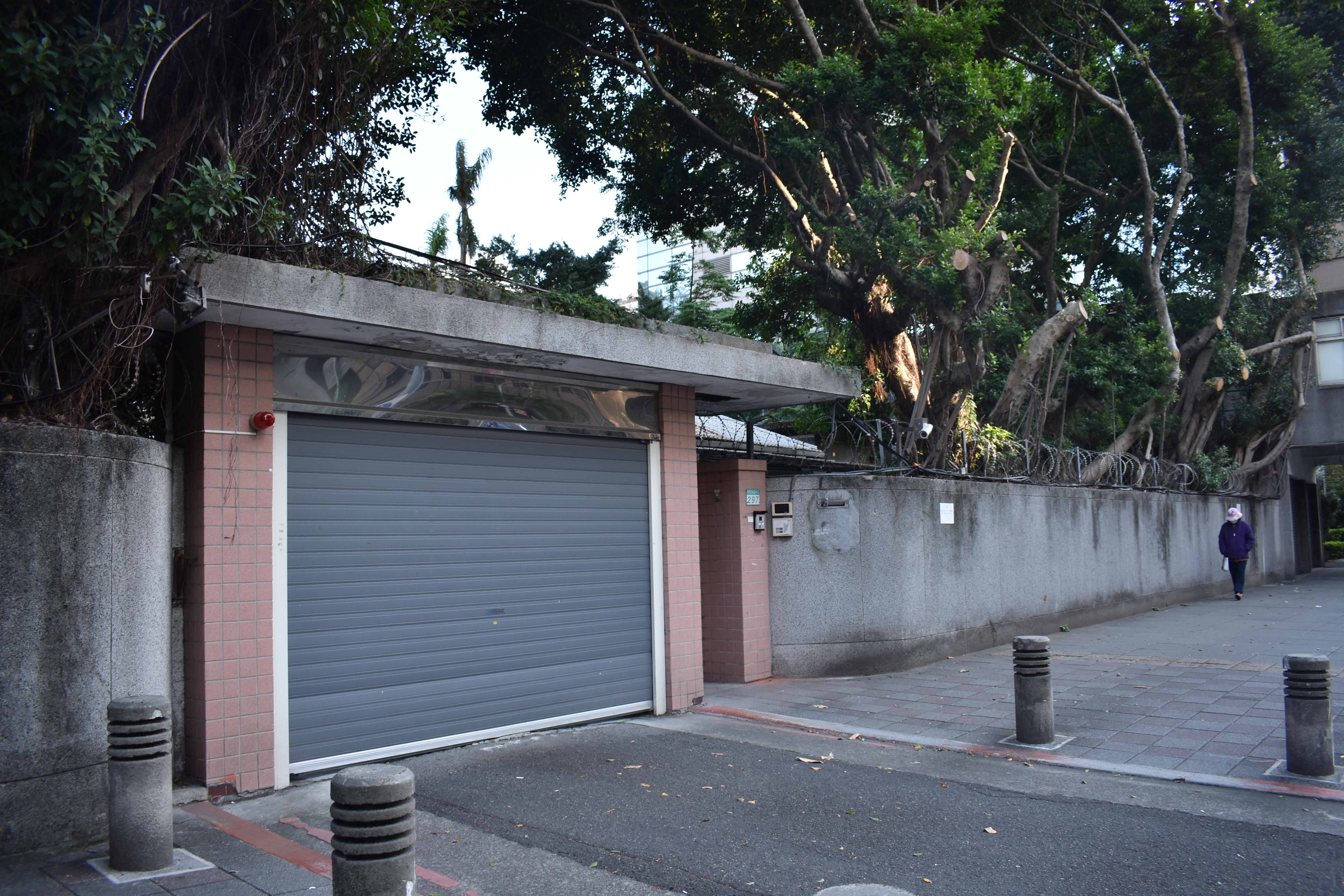
黃杰故居

1953年中，當年台北社子地區夏季淹水，曾下令協助整治淡水河與基隆河氾濫問題。
1954年，奉調為陸軍總司令，並兼台灣防衛總司令:204。取代孫立人。
1957年7月，黃杰奉調總統府參軍長:204。
1958年8月，奉調為台灣警備總司令:204。
1960年7月，奉命晉任為陸軍一級上將:205。

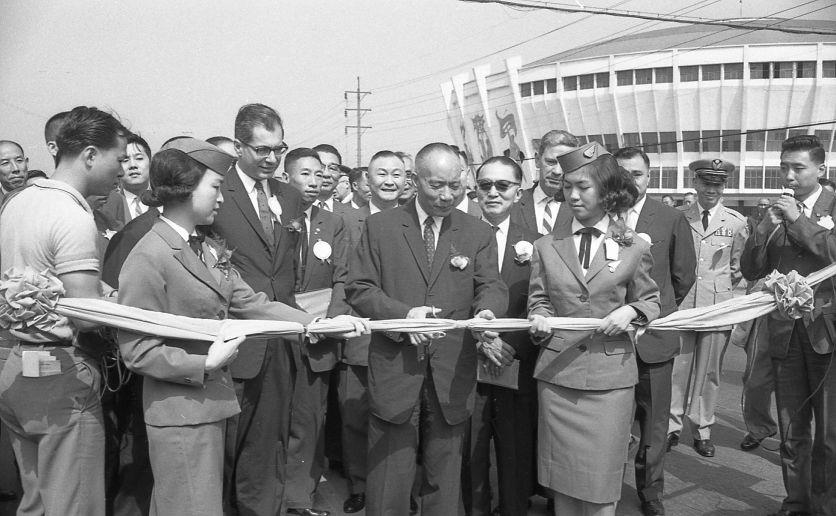
時任台灣省主席黃杰出席臺灣第一條高速公路—麥克阿瑟公路通車典禮

1962年12月，黃杰奉命調任台灣省政府主席；至1969年7月離職，在任時間達6年7個月:205。黃杰在省府服務，時間較長，重要施政頗多，比較顯著有：辦理治山與防洪、實施九年國民教育、籌建曾文水庫、推行社區發展、開闢高雄第二港口、策定臺中新港、修築東部產業道路、興建澎湖跨海大橋、興建南部橫貫公路等:205-206。黃杰停役出任臺灣省政府主席，任內發展遠洋漁業，配合中央政府，從事各項經濟建設。兼任台中一中校長
1969年7月，黃杰奉調行政院政務委員兼中華民國國防部部長，仍是軍職外調的文職政務官:206。期間制定國防組織法，發展國防科技。
1972年6月，黃杰奉調總統府戰略顧問:206。1975年4月25日，黃杰到慈湖弔祭蔣陵寢，哭泣傷痛，令人感動亦感激；與蔣經國相談甚久，二人共進午餐，使蔣經國「人在悲痛之時，益感友誼之可貴」:16。
1995年，黃杰病逝台北，享耆壽93歲；安葬於國軍示範公墓特勳區。

## 作品
生平擅詩詞及書法，並著有《老兵憶往》、《作戰日記》、《淞滬及豫東作戰日記》、《服務母校工作紀要》、《滇西作戰日記》、《海外羈情》、《中央訓練團工作紀要》、《兩湖行役》、《留越國軍日記》、《入參戎重》、《中興日記》、《澹園隨興》、《澹園叢稿》等書。

## 詩作
贈羅振西將軍（四十六年任陸軍總司令振西副之）
自份胸中有甲兵  丁年攜手請長纓  慣從星飯思矯厲  一勃風雷悟再生
入夢輕裘依故劍  關懷肥馬出龍城  誰憐白髮飛明鏡  黃埔雄心老更橫
有懷關將軍雨東 (關麟徵將軍字雨東 民國二十二年長城戰役關麟徵率第二十五師先戰古北口 黃杰率第二師接替關麟徵續戰古北口)
長城殲虜去 並轡入雄圖 血肉飛天塹 烽煙混太虛
關東方失險 古北又成墟 爭說君無敵 投艱我不如